# マンハッタン (映画)

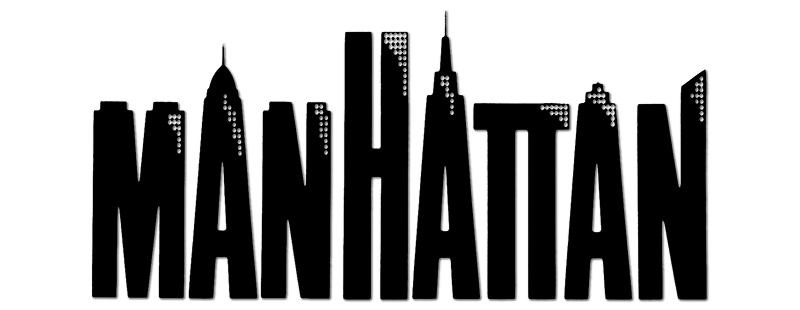

『マンハッタン』（Manhattan）は、1979年にアメリカで製作された映画。

## あらすじ
テレビのライターのアイザックと学校教師のエールは友達同士。アイザックは42歳ながら、17歳のトレーシーと付き合っていた。エールは妻エミリーがいるものの、編集者のメリーに心を奪われていた。アイザックはメリーと一度会うが、その頭でっかちのものの考え方に辟易する。
そんな時、アイザックはテレビ番組の笑いの程度が年々低下していることに嫌気が差して、他のスタッフと喧嘩して仕事を辞めてしまう。
2度の離婚により、養育費を払っているアイザックはすぐに生活が困窮して、アパートを引っ越しすることになる。2番目の妻のジルはアイザックとの結婚生活を暴露本として出版しようとしていた。そのジルとアイザックが離婚した理由はジルが同性の恋人に走ってしまったからだ。
エールとメリーは付き合うが、メリーはエールが妻と別れようとするのを嫌い、エールも妻と別れる気が無いことから、破局を迎える。エールはアイザックにメリーと付き合うように勧める。アイザックも17歳のトレーシーとはいい加減別れなければいけないと思っていたことから、メリーと付き合うことにする。
メリーとアイザックが付き合ってしばらくし、トレーシーがロンドンで演劇の勉強をすることになり、それを機会にアイザックはトレーシーに別れ話をする。アイザックとメリーは一緒に暮らすようになるのだが、エールがメリーに会いたいと電話をかけてきた。実はメリーもエールを忘れられず、やがて二人はまた会うようになる。
メリーはアイザックにエールの元に帰ると別れを告げ、それに怒ったアイザックは授業中のエールの元に怒鳴り込む。エールの「もうメリーを忘れたつもりで居たから、君に譲ったが、忘れられないからよりを戻す」という身勝手なものいいに怒りを爆発させる。
アイザックはメリーと別れてから、トレーシーが自分にとってどれだけ大切だか気がつき、電話をかけるが話し中。タクシーを拾おうとするが、捕まらず。結局走ってトレーシーの家に。するとトレーシーは丁度ロンドンに向けて旅立とうとするところだった。
アイザックはトレーシーにロンドンに行くのを止めるように言うが、トレーシーは「一週間前なら止めたかも知れないが今は無理だ」という。「6ヶ月経ったら帰ってる」とトレーシーは答える。「6ヶ月も経てば君は変わってしまう。君が変わるのは嫌だ」というアイザックにトレーシーは「6ヶ月経って変わる人と変わらない人が居る。6ヶ月なんてすぐに過ぎるわ」と答えるのだった。

## キャスト
| 役名                 | 俳優                     | 日本語吹替                                         |
| 役名                 | 俳優                     | TBS版                                              |
| -------------------- | ------------------------ | -------------------------------------------------- |
| アイザック           | ウディ・アレン           | 樋浦勉                                             |
| メリー               | ダイアン・キートン       | 高島雅羅                                           |
| エール               | マイケル・マーフィー     | 小川真司                                           |
| トレーシー           | マリエル・ヘミングウェイ | 冨永みーな                                         |
| ジル                 | メリル・ストリープ       | 横尾まり                                           |
| エミリー             | アン・バーン             | 吉田理保子                                         |
| その他               | N/A                      | 幹本雄之 島香裕 藤城裕士 ほか                      |
| 日本語版制作スタッフ |                          |                                                    |
| 制作                 | 制作                     | 東北新社                                           |
| 初回放送             | 初回放送                 | 1986年11月27日 『木曜ロードショー』 （深夜映画枠） |